# スウィーニー・トッド

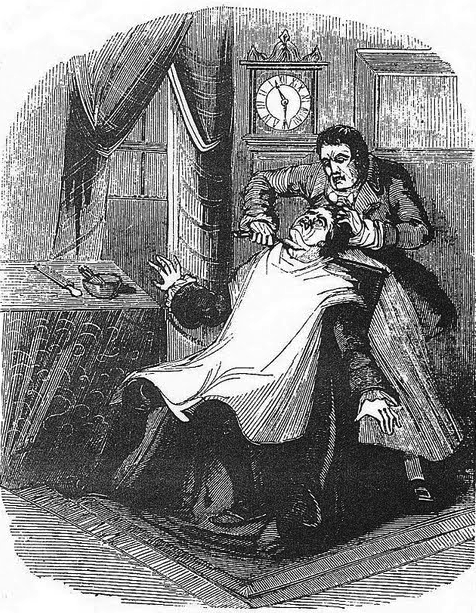
被害者を殺害するスウィーニー・トッドの挿絵。"The String of Pearls (1850)"より

スウィーニー・トッド（Sweeney Todd）は、19世紀中頃の様々なイギリスの怪奇小説に登場する架空の連続殺人者であり、ロンドンのフリート街に理髪店を構える悪役の理髪師である。
トッドの理髪店の椅子には仕掛けがしてあり、裕福な人物を地下に落として殺害し、身に着けていた金品を奪い取る。また、得物として用いる剃刀で被害者の喉を掻っ切ってとどめを刺す。 
物語のバージョンによっては、トッドの愛人あるいは友人か共犯者であるパイ屋の女主人（ラベット、マージョリー、サラ、ネリー、シャーリー、クローデット等の様々な名を持つ）が死体を解体してトッドの犯罪を隠匿し、その肉をミートパイに混ぜて焼き上げ、何も知らない客に売りさばく。トッドはトビアス・ラッグという名の若者も見習いに雇っており、トッドの犯罪に気付いていなかったラッグは物語の後半でトッドの犯罪の暴露に一役買うことになる。物語のほとんどのバージョンで、トッドは若い婦人ジョアンナ・オークリーと船員マーク・インジェストリー（ミュージカルと2007年の映画ではトッドの娘ジョアンナ・バーカーとアンソニー・ホープ）の駆け落ちに協力するか妨害（時にはその両方）を行う。 
トッドは全く架空の人物というわけではない可能性があり、恐怖小説や殺人小説を多く手がける作家ピーター・ヘイニングは、2冊の著書においてトッドが1800年頃に犯罪に手を染めた実在の人物であると主張している。しかし、ヘイニングの引用について検証を試みた他の研究者らは、ヘイニングが主張の裏付けとしている出典の中にその論拠を見出せなかった。しかしながら、フランスではパリのラルプ通りで起きたというトッドの物語に似た言い伝えが存在する。 

## 経緯
トッドが最初に登場したのは、1846年11月21日の日付が付されたイギリスの犯罪雑誌『ピープルズ・ピリオディカル』第7号であったと思われる。この雑誌の中でトッドが登場する物語は『The String of Pearls: A Romance』と題され、著者は多数の恐ろしい悪役の生みの親であるトーマス・ペケット・プレストであった。プレストは恐怖物の一部を実話に基づいて執筆する傾向があり、しばしばタイムズ紙の実際の犯罪記事から着想を得ていた。 
より初期には、1825年にロンドンで出版された『ザ・テリフィック・レジスター』誌のある号に掲載された、パリのとあるペリュキエ（理髪師）と協力者のブーランジェリー（パン屋）の物語がある。この物語では、二人の紳士が大事な仕事の途中で髭を剃るために寄り道をし、先に髭を剃り終えた一人目の紳士は、友人を残して仕事のために先に行く。紳士が友人を迎えに戻ってくると、理髪師は友人はもう行ったと答えた。しかし奇妙なことに、友人の飼い犬はその場で主人を待ち続けていた。そして最後に飼い犬のおかげで、理髪師の家の地下に友人の死体が隠されている事が明らかになる。その地下は隣のパン屋と繋がっており、これが理髪師とパン屋の犯した最初の殺人でないことが示される。パン屋は定期的に死体の肉からパイをこしらえていたのである。殺人が行われていた場所の上に慰霊碑が立てられた事を告げて、物語は締め括られる。 
イギリスの物語によれば、トッドはオールドベイリーで審問を受け、1802年の1月にタイバーンで群集の見守る中絞首刑に処せられたと伝えられている。しかし、オールドベイリーの裁判記録やニューゲート監獄記録にはそのような法廷の記録は見当たらず、それらの裁判や死刑を報じるいかなる当時の報道記事も存在しない。加えて、既に18世紀の終わりにはタイバーンで絞首刑は行われていなかった。早くも1878年にはロンドンの学術雑誌『ノーツ・アンド・クエリーズ』のある寄稿者が、トッドの処刑は現実の出典を欠いている事を指摘している。トッドはスコットランドのフォレスに逃げ延びて、そこで死んで現地の墓地に埋葬されたとの噂もある 。 
「スウィーニー・トッド」の名がいつ現れたにせよ、ミートパイを用いた証拠隠滅は19世紀初めの都市伝説であった。1843年のチャールズ・ディケンズの小説『マーティン・チャズルウィット』には、登場人物の一人トム・ピンチが「その界隈が田舎者の屠殺に使われていた事を知らされて、ひどく心を痛めた」とのくだりがある。 
ピーター・ヘイニングはトッドが実在の人物であったと主張しているが、検証可能な出典は提出していない。ヘイニングの主張は概ね以下の通りである。トッドは母親から愛される一方で、父親からは虐待され無視されていた。母の愛はトッドへの感化をもたらさなかった。トッドは法廷で「俺は愛撫され、キスされ、かわいい子と呼ばれた。けれども、後には俺が母を絞め殺せるぐらい強かったらと思うようになった。一体何の因果で、俺は息子に人生を楽しませるだけの財産も持っていない母親の子に生まれたんだ？」と証言したという。